# Poiocera coccinea
Poiocera coccinea är en insektsart som först beskrevs av Olivier 1791.  Poiocera coccinea ingår i släktet Poiocera och familjen lyktstritar. Inga underarter finns listade i Catalogue of Life.